# Robert Molle
Robert „Bob” Molle (ur. 23 września 1962 w Saskatoon) – kanadyjski zapaśnik w stylu wolnym i futbolista. Srebrny medalista olimpijski z Los Angeles 1984 roku i brązowy Igrzysk Panamerykańskich z 1983 roku. 5 miejsce na Mistrzostwach Świata w 1983 roku. Po zakończeniu kariery zapaśniczej zawodnik futbolu futbolu kanadyjskiego. Z drużyną Winnipeg Blue Bombers dwukrotnie zdobył Puchar Greya, w 1988 i jako kapitan w 1990 roku.